# Демократичен форум на германците в Румъния
Демократически форум на германците в Румъния (на немски: Demokratisches Forum der Deutschen in Rumänien; на румънски: Forumul Democrat al Germanilor din România) е политическа партия в Румъния която представлява германското малцинство в страната. Партията е основана през 1989 година, неин председател е Клаус Йоханис.

## Председатели
- Томас Нъглер (1990 – 1992)
- Пол Филипи (1992 – 1998)
- Волфганг Витсток (1998 – 2001)
- Клаус Йоханис (от 2001)